# Miloš Balcar
Miloš Balcar (4. prosince 1909, Horní Čermná – 8. září 1943, Berlín) byl český protestantský duchovní, učitel náboženství, odbojář a oběť nacistického režimu.
Dne 27. června 1938 byl zvolen staršovstvem sboru v Kladně diákonem. Vyučoval náboženství ve školách, vedl nedělní školu a Sdružení mládeže, vypomáhal v duchovní správě. Po složení další zkoušky 12. června 1939 nabyl práva pomocného učitele.
Zapojil se odbojářská organizace, která zpravodajsky pracovala pro Sovětský svaz. Dne 11. března 1941 byl zatčen. (Po jeho zatčení se mu narodil syn, kterého nikdy neviděl.) Dne 29. dubna 1943 byl odsouzen Lidovým soudním dvorem k trestu smrti za přípravu k velezradě a 8. září téhož roku byl v berlínské věznici Plötzensee oběšen.